# West Godavari
West Godavari (Telugu: పశ్చిమ గోదావరి జిల్లా) ist einer von 13 Distrikten des indischen Bundesstaats Andhra Pradesh. Distrikthauptstadt ist die Stadt Bhimavaram.

## Geographie und Klima

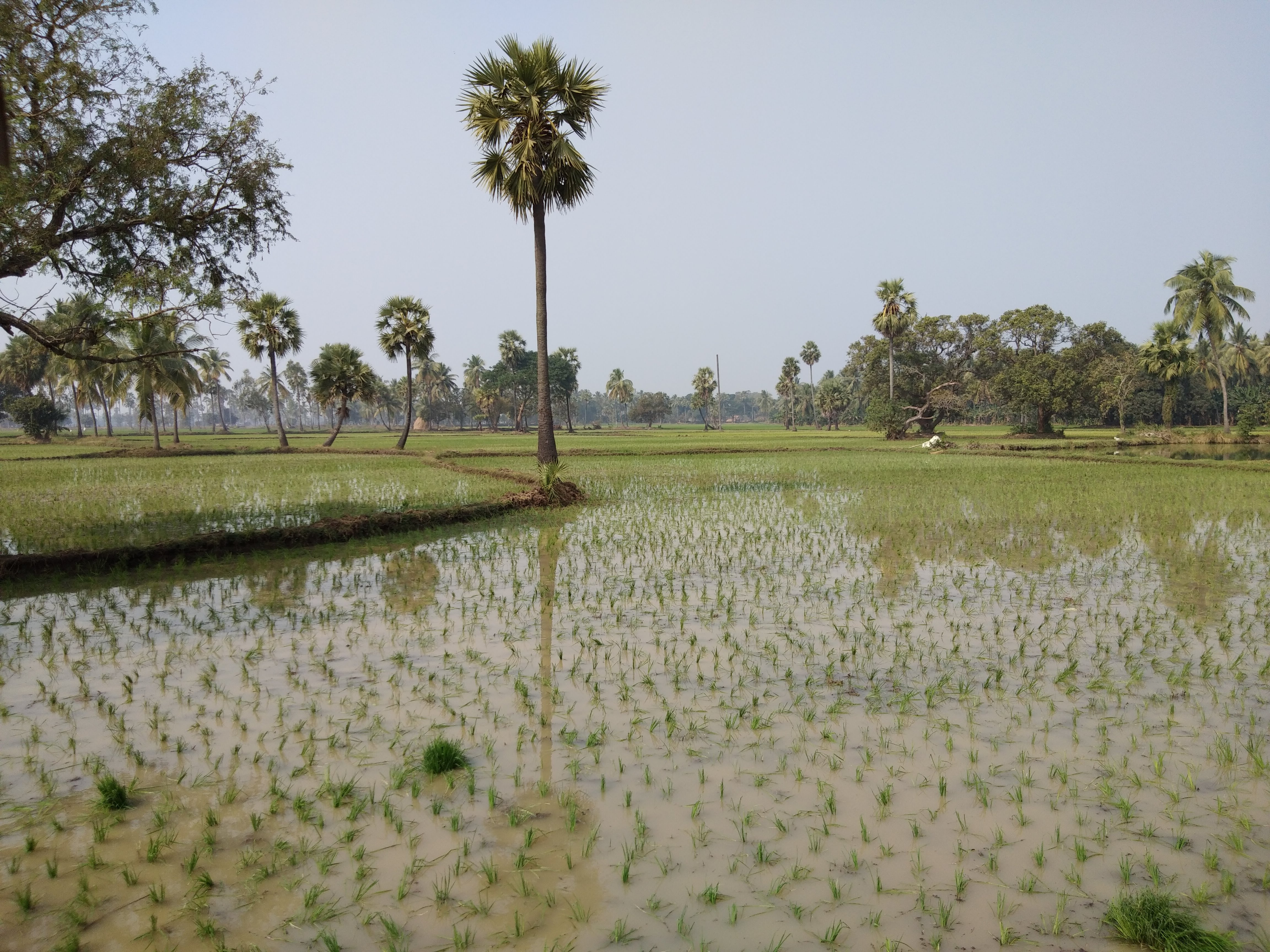
Reisfelder im Godavaridelta

Der Distrikt liegt etwa in der Mitte von Andhra Pradesh an der Küste zum Golf von Bengalen. Die natürliche Ostgrenze des Distrikts wird zum Teil vom Fluss Godavari gebildet. Ein weiterer größerer Fluss ist der Yerrakaluva. Im Westen grenzt der Distrikt an den Kolleru-See, den größten See von Andhra Pradesh. Die angrenzenden Distrikte sind Konaseema im Osten, Eluru im Westen und East Godavari im Norden.
Im Distrikt herrscht ein subtropisches Monsunklima. Die im Distrikt gemessenen normalen Höchst- und Tiefsttemperaturen liegen zwischen 36,2 °C (in den Monaten April und Mai) und 19,0 °C. Der Jahresniederschlag von durchschnittlich 1106 mm ereignet sich überwiegend in der Zeit des Südwestmonsuns (794 mm) und Nordostmonsuns (313 mm).

## Geschichte

Distrikt West Godavari ab 2014 bis zur Distriktreorganisation 2022

Der Distrikt West Godavari entstand am 15. April 1925 zur Zeit Britisch-Indiens durch Teilung des vormaligen Distrikts Godavari in die Distrikte West Godavari und East Godavari. Bis zur Unabhängigkeit Indiens 1947 gehörte er zur Provinz Madras, die 1947/1951 in den Bundesstaat Madras umgewandelt wurde. 1953 kam der Distrikt zum neu gebildeten Bundesstaat Andhra, der 1956 im States Reorganisation Act vergrößert und in Andhra Pradesh umbenannt wurde. Seither ist West Godavari ein Distrikt von Andhra Pradesh. Im Jahr 1985 wurden die damals existierenden 14 Taluks in 46 Mandals reorganisiert. Mit der Neuorganisation der Distrikteinteilung in Andhra Pradesh wurde am 4. April 2022 aus Teilen des Distrikts West Godavari der neue Distrikt Eluru gebildet. Neue Distrikthauptstadt West Godavaris wurde Bheemavaram. Zuvor war es Eluru gewesen. Die Distriktfläche verkleinerte sich von 7742 km² auf 2 278,35 km², und die Zahl der Mandals verringerte sich von 46 auf 19 Mandals.

## Bevölkerung
Bei der Volkszählung 2011 hatte der Distrikt in seinen späteren Grenzen ab 2022 1.844.898 Einwohner (921.771 männlich, 923.127 weiblich). 1.375.974 Personen lebten in ländlichen und 468.924 in städtischen Regionen. 302.836 gehörten zu den registrierten unterprivilegierten Kasten (scheduled castes) und 16.926 zur registrierten indigenen Stammesbevölkerung (Adivasi, scheduled tribes). Die Zahl der Lese- und Schreibkundigen belief sich auf 1.293.384 (673.736 männlich, 619.648 weiblich). Die Alphabetisierungsrate (>6 Jahre) betrug damit 77,34 % (80,08 % männlich, 73,90 % weiblich).

## Verwaltungsgliederung
Im Jahr 2025 war West Godavari in drei Divisionen und 20 Mandals untergliedert:
- Division Narsapuram mit den acht Mandals Mogalthur, Palacole, Poduru, Yelamanchili, Achanta, Penugonda, Penumantra;
- Division Bhimavaram mit den sieben Mandals Bhimavaram, Ganapavaram, Veervasaram, Undi, Kalla, Palacoduru, Akividu;
- Division Tadepalligudem mit den fünf Mandals Pentapadu, Tanuku, Attili, Tadepalligudem, Iragavaram.

## Wirtschaft
Der Großteil der Bevölkerung ist in der Landwirtschaft beschäftigt. Hauptsächlich werden Reis, Bananen, Zuckerrohr, Kokospalmen, Cashewnüsse, Mangos und Tabak angebaut. Daneben ist die Fischerei ein bedeutender Erwerbszweig.